# Solenopsis hayemi
Solenopsis hayemi é uma espécie de formiga do gênero Solenopsis, pertencente à subfamília Myrmicinae.